# Stätte der Hauptstadt Xianyang des Staates Qin
Die Stätte der Hauptstadt Xianyang des Staates Qin (chinesisch 秦咸阳城遗址, Pinyin Qín Xiányáng chéng yízhǐ, englisch Site of Xianyang City, the Capital of the Qin State) aus der Zeit der streitenden Reiche bis Qin-Dynastie liegt auf dem Gebiet von Xianyang in der chinesischen Provinz Shaanxi. Es war die Hauptstadt des Staates Qin und der Qin-Dynastie. Die Stätte liegt ca. 15 km östlich der Stadt Xianyang am nördlichen Ufer des Wei-Flusses (Wei He).
Die Stätte der Qin-Stadt Xianyang (Qin Xianyang cheng yizhi) steht seit 1988 auf der Liste der Denkmäler der Volksrepublik China (3-207).
Die Stätte des Xianyang-Palastes (咸阳宫,  Xiányáng gōng) wurde 1974 ausgegraben. Er war das politische, wirtschaftliche und kulturelle Zentrum des Staates Qin und der Qin-Dynastie. Er wurde 350 v. Chr. erbaut, als Gong Xiao von Qin (秦孝公, 381–338 v. Chr.) die Hauptstadt nach Xianyang verlegte. Später brannte er beim Angriff von Xiang Yu (dem Rivalen von Han Gaozu) auf Xianyang und dem Massaker an der Bevölkerung nieder.